# Celeste Aída
Celeste Aída (Rio de Janeiro, 1 de setembro de 1916 - Rio de Janeiro, 11 de junho de 1984) foi uma atriz brasileira. 

## Biografia
Nasceu no primeiro dia de setembro de 1916 e foi batizada como Celeste Aída Cruz. Sua mãe era amante da ópera e foi num gênero semelhante, o da opereta, que Celeste Aída estreou em 1938. Estreou na peça Algemas Quebradas ao lado de Grande Otelo, Índia do Brasil, Pérola Negra e Apolo Correia. Por sua performance foi chamada de A Flor da Companhia, por Mário Nunes, crítico do jornal O Globo.  
Em seguida, Celeste foi convidada por Álvaro Pinto a participar da revista Camisa Amarela, em março de 1939, no Recreio. Ela executava o principal quadro, o samba de Ary Barroso, que dava nome ao espetáculo. Novamente Celeste foi a figura mais destacada de um elenco com nomes consagrados, Oscarito, Eva Todor, Margot Louro e Pedro Dias. Após a temporada no Recreio, alcançou o status de vedete.  Em 1940, fez sua primeira excursão artística: uma turnê pelos Estados Unidos. Na época, chegou a ser confundida com Carmen Miranda, que ainda não era muito conhecida dos americanos. 
No fim dos anos 1940, Celeste e Colé Santana assinavam com a companhia de Geysa Bôscoli, atuando em mais de uma dezena de espetáculos, e participando de uma bem-sucedida turnê pela Argentina, no ano de 1950. Brotinhos e Tubarões (1949); Olha a Boa! (1949); Bonde do Catete (1950); Rabo de Peixe (1950) e Boca de Siri (1951) são alguns espetáculos dessa fase.
Em 1952, pediu o desquite (divórcio) a Colé Santana, pois já era notícia em todo o país o romance extraconjugal dele com Nélia Paula, amiga de Celeste.  
Era muito amiga da atriz Zaquia Jorge.
Celeste em 1978, estava em um bom ano de trabalho, mas teve que amputar uma perna em decorrência de uma gangrena causa por diabetes que atriz não sabia possuir. A partir de 1979 passou a residir no Retiro dos Artistas até o seu falecimento em 1984. Ainda em meados da década de 1980, novamente por problemas de saúde, foi-lhe amputada a outra perna. Por sua luta e vontade de viver, recebeu o título de artista símbolo do Ano Internacional do Deficiente Físico. Voltou às manchetes dando uma longa entrevista para O Globo, com o título Sem amor, sem pernas e sem dinheiro. Na reportagem só pedia que lhe concedessem um nova oportunidade para voltar aos palcos.Poucos meses antes de sua morte, a Rede Globo apresentou um programa sobre sua vida, o Caso Verdade Amar a Vida. Exibido em outubro de 1983, com direção de Milton Gonçalves, toda a carreira da atriz era narrada e interpretada por outros atores, entremeando depoimentos de colegas, como Renata Fronzi, Dercy Gonçalves e o crítico Jota Efegê.
No dia 11 de junho de 1984, aos 67 anos, foi encontrada morta em sua residência no Retiro. O corpo foi velado no Teatro Glauce Rocha,  e sepultado no cemitério do Caju, no Rio de Janeiro.

## Filmografia

### Cinema
| Ano  | Título                                        | Personagem           |
| ---- | --------------------------------------------- | -------------------- |
| 1979 | Loucuras, o Bumbum de Ouro                    | Madame               |
| 1977 | O Sexomaníaco                                 | Esposa do Silva      |
| 1971 | Como Ganhar na Loteria sem Perder a Esportiva | Mimi                 |
| 1967 | Cangaceiros de Lampião                        | Neném                |
| 1958 | É a Maior!                                    | Diretora do fã-clube |
| 1958 | Hoje o Galo sou Eu                            | Juventina            |
| 1957 | Com Jeito Vai                                 | —                    |
| 1957 | Tem Boi na Linha                              | —                    |
| 1957 | Samba na Vila                                 | —                    |
| 1950 | Todos por Um                                  | Judith               |
| 1949 | Estou Aí?                                     | Sua Mulher           |
| 1948 | Poeira de Estrelas                            | Julieta              |
| 1946 | Segura Esta Mulher                            | Cantora              |
| 1940 | E o Circo Chegou                              | Loló                 |

### Televisão
| Ano  | Título                   | Personagem     |
| ---- | ------------------------ | -------------- |
| 1977 | Sem Lenço, sem Documento | Eufrásia Sodré |
| 1977 | Locomotivas              | Lúcia          |